# Feel Her Love
"Feel Her Love" es el quinto episodio de la segunda temporada de la serie de televisión de drama postapocalíptico estadounidense The Last of Us. Escrita por el cocreador de la serie Craig Mazin y dirigida por Stephen Williams, se emitió en HBO el 11 de mayo de 2025. El episodio sigue a Ellie (Bella Ramsey) y Dina (Isabela Merced) en su segundo día en Seattle mientras se dirigen al hospital para encontrar a Nora (Tati Gabrielle) para interrogarla sobre el paradero de Abby.
El episodio introduce esporas (el vector a través del cual se propaga la infección de Cordyceps en los juegos) para reforzar la inmunidad de Ellie. Se escribieron varias escenas para que coincidieran con el juego, y se consultó al departamento de audio de Naughty Dog para adaptar el lenguaje silbado de los Serafitas. Los críticos elogiaron la dirección, la cinematografía, la apertura en frío, el horror, la actuación de Ramsey y la química entre Ellie y Dina, aunque algunos consideraron que la escritura era lenta y artificial. El episodio tuvo 652.000 espectadores en la televisión lineal.

## Trama
En el Hospital Lakehill de Seattle, el comandante del Frente de Liberación de Washington (WLF), Hanrahan, interroga a la sargento Elise Park, quien dirigió una operación con su hijo Leon para limpiar el sótano del hospital. León le había informado que los patrulleros habían descubierto que el Cordyceps se había vuelto aerotransportado y le dijeron a su madre que los sellara. Hanrahan elogia la decisión de Elise y dice que sólo unos pocos sabrán sobre la naturaleza transmitida por el aire del hongo, ya que el hospital es demasiado importante.
Después de confirmar que Nora está en Lakehill, Ellie y Dina comienzan su segundo día en Seattle decidiendo pasar por un almacén que el WLF evita. En el camino, se encuentran con más serafitas muertos, lo que hace que Ellie se pregunte si traer a Dina. Dina reitera su compromiso de ayudar a Ellie en su búsqueda de venganza, citando un recuerdo de su infancia cuando mató a un asaltante que había asesinado a su madre y a su hermana.
En el almacén, Ellie y Dina son emboscadas por varios infectados inteligentes conocidos como acosadores. Ellie se ofrece a sacrificarse mientras Dina corre a un lugar seguro, pero son salvados por poco por Jesse, quien las había perseguido hasta Seattle con Tommy. Los tres evaden al WLF, que se detiene cuando ingresan al parque local controlado por los Serafitas. Ellie, Dina y Jesse presencian cómo los serafitas destripan a un soldado del WLF. Los serafitas disparan a Dina en la pierna con una flecha, y Ellie crea una distracción mientras Jesse lleva a Dina a un lugar seguro. Ellie descubre que el hospital está cerca y continúa su viaje sola.
En Lakehill, Ellie apunta a Nora con una pistola para interrogarla sobre el paradero de Abby. Nora se disculpa por la brutalidad de la muerte de Joel antes de burlarse de ella por ello. Cuando Nora contraataca y escapa, Ellie la persigue, evadiendo a los soldados del WLF que le disparan. Mientras Nora escapa a través del hueco sellado del ascensor, este se cae y la lleva al sótano. Ellie la sigue y descubre soldados del WLF infectados, incluido Leon, cuyos cuerpos exhalan esporas de Cordyceps, infectando a Nora pero no a Ellie. Nora se da cuenta de que Ellie es la chica inmune por la que Joel había matado a las Luciérnagas, incluido el padre de Abby, que buscaba desarrollar una cura para el hongo. Para sorpresa de Nora, Ellie revela que sabía sobre las acciones de Joel, antes de tomar una pipa y comenzar a torturar brutalmente a Nora para preguntarle sobre el paradero de Abby.
En un flashback, Ellie se despierta en Jackson, Wyoming, y Joel la recibe felizmente.

## Producción

### Concepción y escritura

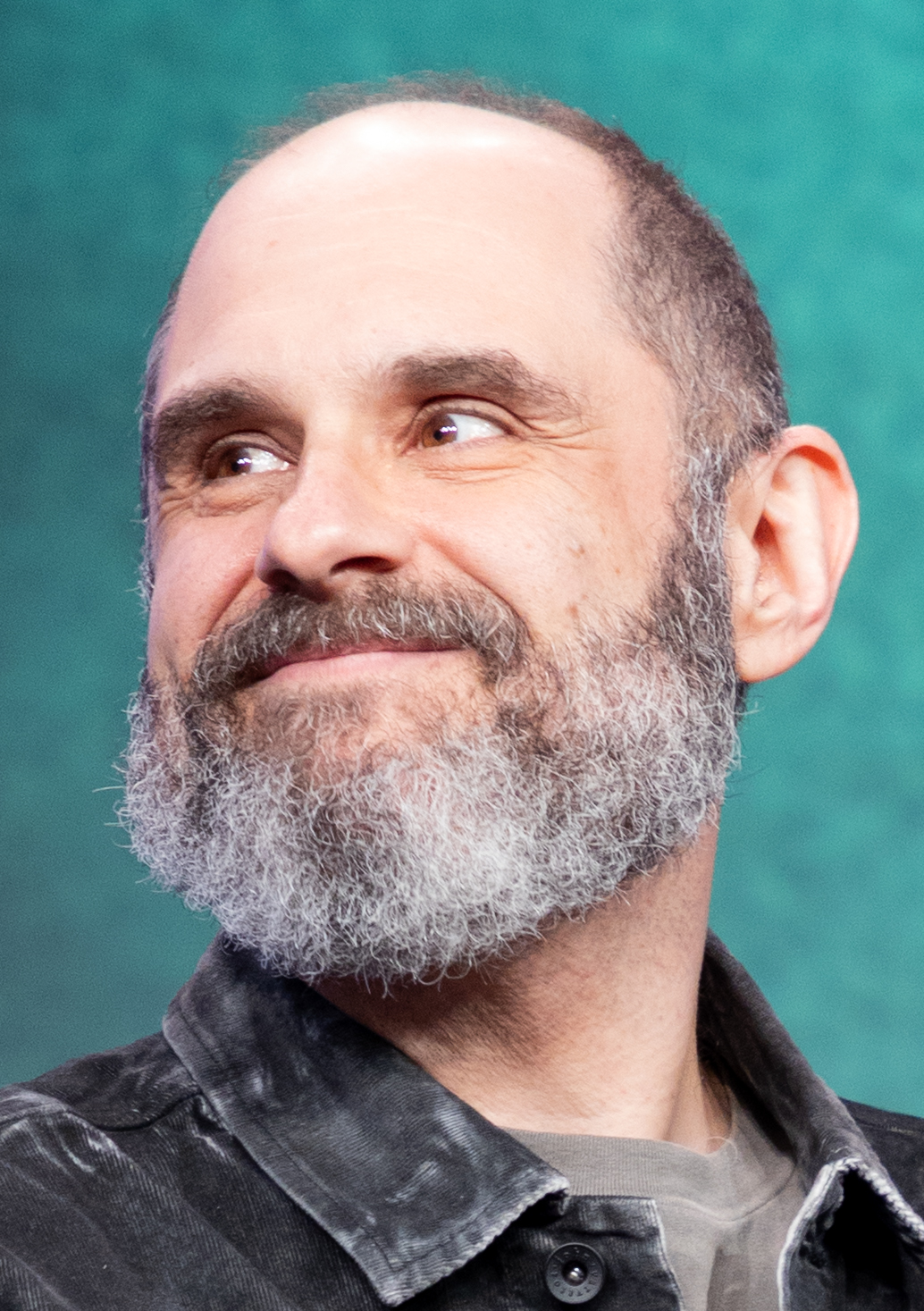
"Feel Her Love" fue escrita por el cocreador de la serie Craig Mazin.

"Feel Her Love" fue escrita por el cocreador de la serie The Last of Us, Craig Mazin, y dirigida por Stephen Williams. Los escritores sintieron que la decisión de Elise de sacrificar a su hijo era lo opuesto a la decisión de Joel de salvar a Ellie en la primera temporada. Williams sintió que la ambigüedad de la escena reflejaba la desorientación de la audiencia y los personajes. Las escenas de conflicto entre los serafitas y el WLF (como la de los serafitas muertos contra una pared) se inspiraron en parte en escenas de la película Ven y mira (1985). 
Las esporas, a través de las cuales se propaga la infección en los juegos, fueron reemplazadas por zarcillos en la serie, pero fueron reintroducidas en "Feel Her Love" ya que los escritores querían recrear el momento en el que Nora se da cuenta de que Ellie es inmune y no está afectada por las esporas. Neil Druckmann, el cocreador de la serie que coescribió y codirigió el juego, sintió que su reintroducción mantenía la amenaza dinámica y dramática, mientras el mundo continúa cambiando alrededor de los personajes. La escena del sótano del hospital era en gran medida similar al juego, aunque algunos diálogos cambiaron debido a la línea de tiempo alterada de la serie. A Mazin le gustó que la iluminación roja hiciera que los ojos de Ellie se volvieran negros.  Él y el editor Timothy A. Good se refirieron a Ellie como "tiburón bebé" en la escena debido a la oscuridad y la muerte en sus ojos.
Mazin consideró varias alternativas a "Future Days" de Pearl Jam, pero Druckmann sintió que una sección corta era más efectiva y apreciaron el significado más profundo de la letra.  Mazin quería que la escena implicara el resurgimiento del lado oscuro de Ellie y su necesidad de castigarla. Al ver la escena con Good, escucharon un ruido sordo, que Mazin asumió que era algo que había añadido Good; en realidad, provenía de otra habitación, donde Emily Méndez estaba editando el séptimo episodio de la temporada. Tomaron el sonido y lo agregaron a "Feel Her Love", lo que Mazin consideró una casualidad.  Los créditos incluyen "Present Tense (Redux)" de Pearl Jam, una nueva versión de su canción de 1996; la banda lanzó un EP con la canción el 12 de mayo de 2025.
Al escribir la escena de los serafitas en el bosque, Mazin recordó la sensación de jugar el juego y escuchar sus silbidos. El equipo de audio de la serie se reunió con el departamento de audio de Naughty Dog (quien, al crear el juego, había creado un lenguaje silbado para los Serafitas) para aprender el idioma y compartir recursos, y los silbidos se volvieron a grabar para el episodio. Algunos silbatos fueron ligeramente ajustados para lograr un impacto emocional más profundo en lugar de precisión, pero en su mayoría eran similares a los del juego. Los escritores no querían incluir violencia (como cuando los serafitas destriparon al soldado del WLF) simplemente para impactar a la audiencia, sino para impactarla a ella y a los personajes.  La decisión de que Dina recibiera un disparo de flecha se debió al enfoque más realista de la serie, ya que si Ellie hubiera recibido un disparo, como en el juego, le habría impedido continuar.

### Reparto y personajes

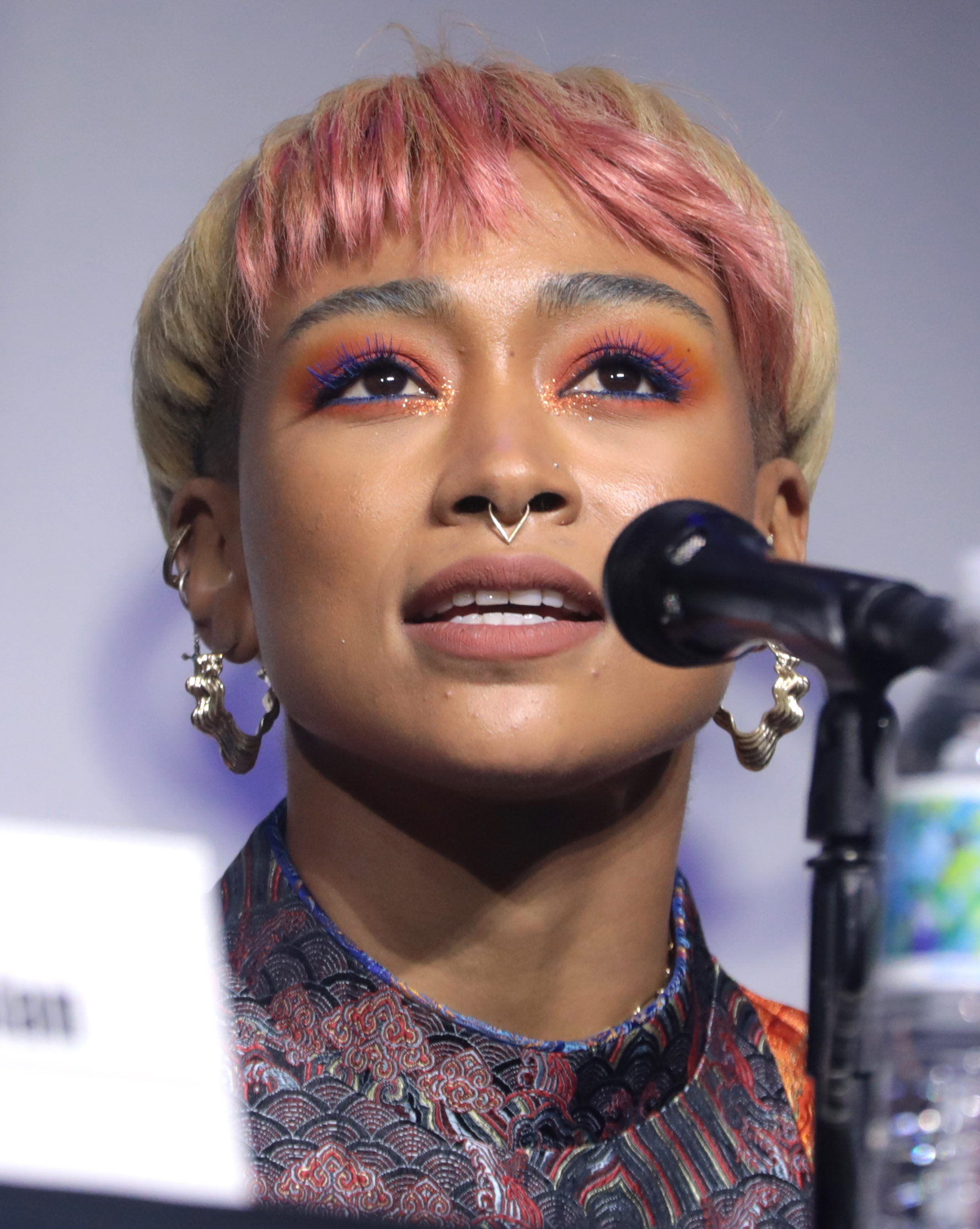
A Tati Gabrielle le dijeron que abordara la escena de Nora con Ellie como si fuera una cristiana dudosa que estaba viendo a Jesucristo o el rostro de Dios.

Bella Ramsey, quien interpreta a Ellie, disfrutó trabajar con Williams debido a su apertura con las escenas de bloqueo, lo que permitió a los actores seguir en colaboración sus instintos en lugar de caminos prescritos.  Ramsey apreció la oportunidad de explorar la violencia de Ellie, en contraste con su propio comportamiento, y sintió que a Ellie le disgustaba que se estuviera pareciendo más a Joel en su capacidad para la violencia. Isabela Merced ensayó el monólogo de Dina sobre su familia durante dos meses antes de filmar,  y trató de decirlo de manera despreocupada, pensando que Dina evitaría el melodrama. Le pareció importante establecer que Dina, a pesar de su aparente sensatez, busca venganza como Ellie, aunque sentía que las muertes de su familia "deberían haber sido un mensaje que resonara de manera diferente" en lugar de ser una justificación para la venganza.  Merced sintió que la franqueza de Dina era una forma de procesar su trauma, y que Ellie le tocara la mejilla le permitió liberar la tensión y el dolor.  Young Mazino, que interpreta a Jesse, pensó que el personaje estaba más molesto por la búsqueda de venganza de Ellie y Dina que por su creciente romance.
Tati Gabrielle, quien interpreta a Nora, estuvo a punto de morir en la época del rodaje y recordó que en ese momento su "cerebro entraba y salía un poco".  Se acercó a las primeras escenas de Nora en el episodio como si se estuviera disociando, dividida entre la justicia y la brutalidad de la muerte de Joel.  Ella creía que el comportamiento de Nora estaba motivado por su lealtad a Abby y a su padre, ya que sentía que la matanza de las Luciérnagas por parte de Joel "condenaba al mundo". Gabrielle interpretó la disculpa de Nora a Ellie como genuina, creyendo que ella también está traumatizada por la brutalidad de la muerte de Joel,  aunque sentía que él merecía justicia por sus acciones.  Gabrielle disfrutó de las escenas de acción, que requirieron varias tomas; sintió que Nora correría a defenderse, pero le dijeron que fuera más despacio. Cuando Gabrielle aterrizó incorrectamente en el hueco de un ascensor, Williams, cauteloso con el trabajo de acrobacias, detuvo la filmación por ese día a pesar de la insistencia de Gabrielle, ya que su "corazón no podía soportarlo más".
Gabrielle se enfureció con Mazin sobre la infección de Nora por las esporas, queriendo asegurarse de que los detalles fueran correctos.  Nora comienza a temblar mientras la infección se apodera de su mente; Gabrielle encontró la combinación de actuación emocional y física "probablemente lo más difícil que [ha] tenido que hacer como actriz".   Cuando Nora se da cuenta de que Ellie es inmune, Williams y Mazin le explicaron la escena a Gabrielle como si Nora fuera una cristiana ligeramente dudosa que estaba viendo a Jesucristo o el rostro de Dios.  : 50:53 Gabrielle pensó que Nora se dio cuenta de que no tenía esperanza después de descubrir que Ellie ya sabía sobre las acciones de Joel, ya que significaba que su búsqueda era puramente de venganza. Recordó que la determinación en los ojos de Ramsey la ayudó a encontrar las emociones de Nora mientras le suplica a Ellie.  Gabrielle insistió en que Ramsey la golpeara más fuerte durante la filmación, considerándolo justo después de haber sujetado a Ramsey durante horas mientras filmaba el segundo episodio.  Ensayaron la escena juntos pero no querían influir en el trabajo del otro, prefiriendo mantener sus actuaciones honestas. 

### Rodaje
La producción del episodio comenzó alrededor de mayo de 2024.  La directora de fotografía principal de la serie, Ksenia Sereda, trabajó con Williams en el episodio.  El rodaje tuvo lugar en Downtown Eastside el 12 de julio y se trasladó a Stanley Park el 13 de julio y al centro de Vancouver el 25 de julio. Una sección del parque Harbour Green en Coal Harbour estuvo cerrada del 25 al 27 de julio por producción, y en ella se encontraron varios autos abandonados y follaje.  El Parque Stanley se utilizó para las escenas del parque de los Serafitas, que según la directora de locaciones Nicole Chartrand reflejaban la idea de "crecimiento excesivo en un entorno urbano".  : 3:07 Williams se aseguró de que la escena se centrara en los personajes para evitar que pareciera "solo una gran escena de acción".
El rodaje tuvo lugar en New Westminster el 28 de julio, en el teatro Orpheum el 29 de julio  y alrededor de las calles Cordova y Cambie en Gastown del 9 al 13 de agosto.  Los equipos de efectos visuales envejecieron digitalmente el teatro manteniendo cierta limpieza para demostrar su conservación. Mazin y Druckmann estaban contentos con las similitudes de la ubicación con la versión del juego; algunos elementos fueron construidos por el diseñador de producción Don Macauley y su equipo para que coincidieran más con el juego, incluido el diseño de la alfombra.
La escena con los acosadores se filmó en una antigua planta lechera en Columbia Británica, que albergaba algunos disfraces y accesorios utilizados para la primera temporada de Shōgun.  Los ojos de los acosadores fueron diseñados para reflejar la luz de forma similar a la de animales como perros y ovejas por la noche; Mazin quería asegurarse de que parecieran realistas, no como los Jawas de Star Wars, y Druckmann sintió que reflejaba la infección que les devoraba los ojos como cataratas.  Los intérpretes de los acosadores se entrenaron en sus movimientos, similares a los de un baile.  Cuando llega Jesse, Sereda usa un dispositivo de Lensbaby para distorsionar la lente y crear un efecto borroso y aturdido para reflejar la confusión de Ellie, en la que cree brevemente que Jesse es Joel.

## Recepción

### Transmisión y audiencia
El episodio se emitió en HBO el 11 de mayo de 2025.  En televisión lineal, el episodio tuvo 652.000 espectadores, con un share de rating de 0,14.

### Respuesta crítica
"Feel Her Love" tiene un índice de aprobación del 95% en el agregador de reseñas Rotten Tomatoes basado en 20 reseñas. Brynna Adams de Den of Geek escribió que "hace un trabajo fenomenal al preparar el escenario para lo que viene", y Simon Cardy de IGN lo llamó "un buen episodio, pero no a la misma altura" que el anterior. Katie Doll de Comic Book Resources (CBR) lo consideró el episodio más débil de la temporada hasta la fecha, pero señaló que "el hecho de que todavía sea genial es un testimonio de la calidad del programa". Ben Travers de IndieWire elogió la dirección de Williams, particularmente en la escena del acosador y el encuadre de la entrada de Jesse.  Varios críticos elogiaron las imágenes de las esporas del sótano; Alan Sepinwall de Rolling Stone las calificó como una de las "imágenes más memorables, espeluznantes y repugnantes" de la serie. Kenneth Shepherd de Kotaku aplaudió el uso de la canción del encuentro con la jirafa "Vanishing Grace" en la escena donde Ellie encuentra la guitarra.
La actuación de Ramsey en la escena del sótano del hospital fue descrita como "como una serpiente mudando su piel" por Alex Zalben de Total Film  y "como si Ellie se hubiera disociado" y "se hubiera transformado en Abby" por Caroline Siede de The AV Club. Victoria Kennedy de Eurogamer elogió la interpretación de Ramsey de la "mentalidad en decadencia y la disociación" de Ellie  y Kaiya Shunyata de The Daily Beast los llamó "el actor perfecto para retratar este descenso a la locura", citando su mezcla de violencia y fascinación. Doll de CBR sintió que erradicaba cualquier duda sobre la capacidad de Ramsey para representar la furia de Ellie, aunque Cardy de IGN y Mary Kassel de Screen Rant estaban convencidos, lo que el primero atribuyó en parte a que los guiones hacían que Ellie pareciera infantil. Varios críticos elogiaron la escritura y las actuaciones de Ellie y la química coqueta de Dina,    aunque Shepard de Kotaku sintió que se vio debilitada por el ritmo más rápido de su relación en la línea de tiempo alterada de la serie. Los Siede de AV Club descubrieron que su autoconciencia hacía que su imprudencia fuera menos agradable.  Kennedy de Eurogamer elogió el miedo y el desafío de la actuación de Gabrielle, y Doll de CBR apreció su caracterización adicional. Siede, del AV Club, encontró el monólogo de Dina "casi académico en su disección de sus motivaciones" y pensó que habría sido más impactante como un flashback,  y Kassel, de Screen Rant, lo consideró poco sutil al "presentar el compromiso moral perfecto que Ellie quiere escuchar", pero necesario para el personaje y la audiencia.  Algunos críticos calificaron la apariencia de Jesse de deus ex machina artificial, y Shepard de Kotaku sintió que su personalidad, al ser más angustiada que su contraparte del juego, era para hacer que las acciones de Ellie fueran más agradables.
Varios críticos elogiaron el siniestro y escalofriante comienzo frío y la escena del acosador. Los revisores apreciaron la introducción de esporas,   aunque Cardy de IGN las encontró intrascendentes e innecesarias.  Algunos consideraron que el episodio fue lento en su avance narrativo;   Noel Murray del New York Times sintió que el repetitivo escenario de Seattle de la temporada hizo que la historia se sintiera "agotadora" y "un poco estancada", y Joshua Rivera de Vanity Fair consideró que el ritmo era desorientador sin la familiaridad de los juegos. Al AV Club no le gustó la repetición de temas del episodio anterior.  Shepard de Kotaku encontró la escena de tortura de Nora poco sutil en comparación con la versión del juego, citando su exposición adicional, y la consideró "el ejemplo más condenatorio de una tendencia de The Last of Us de someter a los personajes negros a los peores destinos".  Cardy de IGN sintió que mantener la brutalidad fuera de la pantalla disminuyó su impacto y protegió la imagen de Ellie de una manera que no se le brindó a Abby durante la muerte de Joel. Consideró que la escena del parque de los Serafitas era impactante, su diseño recordaba a las películas Apostle y Kill List.  Sepinwall, de Rolling Stone, comparó desfavorablemente a los Serafitas con las temporadas posteriores de The Walking Dead y encontró que el enfoque en el WLF era desequilibrado: lo suficiente como para desviar la atención de los protagonistas, pero no lo suficiente como para desarrollarlos lo suficiente.  Brady Langmann, de Esquire, pensó que la guerra entre los Seraphite y el WLF se había vuelto confusa debido al enfoque dividido entre los grupos. Algunos críticos cuestionaron cómo los personajes pudieron evadir a los soldados del WLF sin ser disparados o atrapados.